# فيل كيرنز
فيل كيرنز (بالإنجليزية: Phil Kearns)‏ هو لاعب اتحاد الرغبي أسترالي، ولد في 27 يونيو 1967 في سيدني في أستراليا.

## وصلات خارجية
- فيل كيرنز عل موقع إسبنسكروم (الإنجليزية)